# Гіппократ
Гіппокра́т з Ко́су (грец. Ιπποκράτης; близько 460 до н. е. — бл. 370 до н. е.) — грецький лікар золотої доби Афін (Класична Греція), який вважається однією з найвизначніших осіб в історії медицини. На знак визнання його значного внеску до розвитку цієї науки, зокрема за створення Гіппократової школи медицини, Гіппократа називають «батьком сучасної медицини». Створена ним інтелектуальна школа здійснила революцію медицини стародавньої Греції, встановивши її як окрему від теургії та філософії наукову дисципліну та, відповідно, як окремий фах.
Досягнення авторів Корпуса, практиків Гіппократової медицини та діяльність самого Гіппократа завжди змішувались, тому і дуже мало відомо, про що Гіппократ насправді думав, що писав і що робив. Гіппократа традиційно змальовують як взірця стародавньої лікарської справи, а йому приписують створення клятви Гіппократа, що не втрачає свого значення і сьогодні. Гіппократу приписують також значний внесок до розвитку практичної медицини, впорядкування історично нагромаджених медичних знань попередніх шкіл і надання практичних інструкцій іншим лікарям через Корпус та інші праці.

## Біографія
Народився близько 460 до н. е. на острові Кос, Греція. Гіппократ був з роду Асклепіадів — династії лікарів, що вела свій рід від Асклепія — бога медицини.
Сім'я Асклепіадів, що також називають Коською школою, зберігала в V ст. до н. е. релігійні форми та звичаї, наприклад, у них була заведена клятва, що тісно пов'язувала учнів із учителем, із побратимами за професією.
Перші навички медицини Гіппократ отримав від батька — лікаря Геракліда. Із метою наукового вдосконалення Гіппократ у молодості багато мандрував та вивчав медицину в різних країнах з практики місцевих лікарів та з обітниць, що вивішувалися на стінах храмів Асклепія — асклепейонів.
Гіппократ жив за часів Перикла, Сократа й Платона, лікував від удаваного божевілля усміхненого філософа Демокрита. Він є однією з видатних фігур в історії медицини, визнаний «Батьком медицини» та засновником власної медичної школи. Ця інтелектуальна школа докорінно змінила медицину в Давній Греції, відокремила її від чаклунства й філософії, з якими вона традиційно була пов'язана, й зробила медицину професією.
Гіппократу приписують авторство відомого Корпусу Гіппократа. Утім, це збірка трактатів практикуючих фахівців медицини, що належали до школи Гіппократа, й особистих творів Гіппократа; тому дуже мало відомо про те, що сам Гіппократ справді думав, написав й зробив. Але без сумніву, Гіппократ протягом багатьох століть сприймається як взірець лікаря. Зокрема, з ним пов'язують систематичне вивчення клінічної медицини, систематизацію медичних знань попередніх шкіл та інші роботи. З ім'ям Гіппократа пов'язують Присягу, яка регламентує діяльність лікарів і в якій вперше було сформульовано етичні засади медицини.

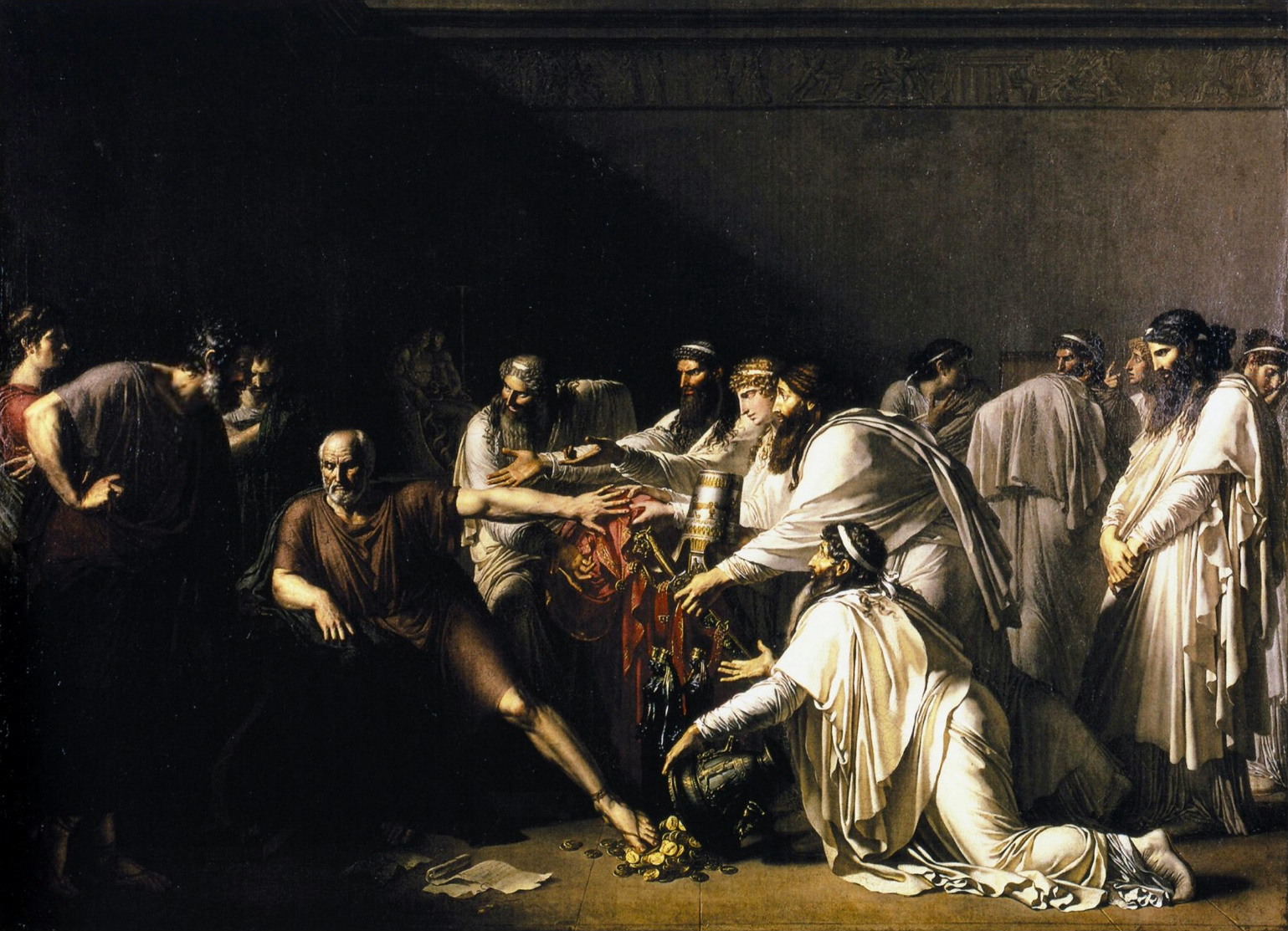
Відмова Гіппократа від подарунків ворожого перського імператора Артаксеркса, який просив його консультацію. (Жироде, 1792 р.)

Імовірно, він помер у місті Лариса, де тривалий час жив і працював, у віці 83 чи 90 років, хоча деякі підрахунки свідчать про те, що він жив понад 100 років.

## Теоретичні погляди Гіппократа

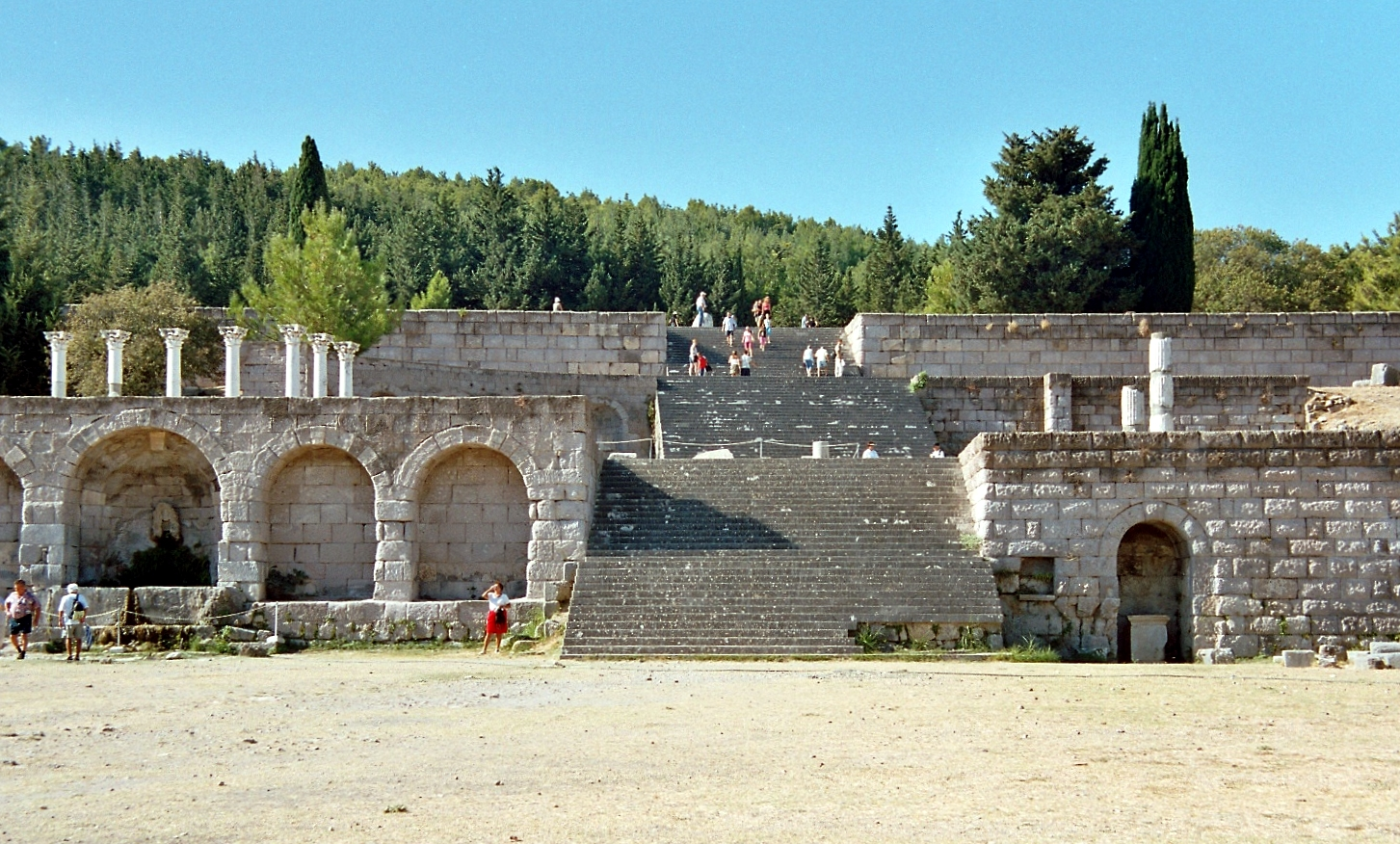
Асклепійон на острові Кос

Гіппократа сприймають як першого лікаря, який відкинув забобони, легенди й віру, що хвороба надприродна та є породженням божественної сили. Гіппократа критикували послідовники Піфагора, які поєднували теологію та медицину. Він відокремив медицину як дисципліну від релігії, стверджуючи та переконуючи, що хвороба не є покаранням, божою карою, але радше продуктом зовнішніх чинників, дієти та шкідливих звичок. Справді, у текстах, що належать до Корпусу Гіппократа, немає жодної згадки про містичні причини хвороб. Проте у Гіппократа є роботи з поглядами, що спиралися на недосконалі знання анатомії та фізіології.
Школи давньогрецької медицини сперечалися про те, як чинити з хворобою. Медицині за часів Гіппократа майже нічого не було відомо про людську анатомію й фізіологію через грецьке табу на розтин тіла людини. Тому лікарі не в змозі були розрізнити, коли одна хвороба спричинювала багато різних симптомів. Школа Гіппократа домоглася більшого успіху, використовуючи узагальнені діагнози й нешкідливе лікування. Акцент був на догляді за пацієнтом й прогнозі, а не діагнозі. Це допомогло фактично лікувати хвороби і ви́кликало великий прогрес у клінічній практиці.
До важливих положень Гіппократа належать вимоги чистоти (для пацієнтів і лікарів), помірність в їжі й питві, можливість надати природі вести своє лікування, жити там, де чисте повітря: він був упевнений, що здоров'я залежить від балансу «рідин» в організмі людини, а порушення спричинює хворобу. Ці ідеї пізніше були сприйняті Галеном.

## Родовід
За легендарним родоводом Гіппократа простежується його родовий зв'язок із Асклепієм за батьковою лінією та з Гераклом за материнською лінією. Відповідно до «Хіліад» Цецеса, поколінний розпис Гіппократа II виглядає так:
1. Гіппократ II. «Батько медицини»
2. Гераклід
4. Гіппократ I
8. Гносидик
16. Небр
32. Сострат III
64. Теодор II
128. Сострат II
256. Теодор
512. Клеоміттад
1024. Крізаміс
2048. Дардан
4096. Сострат
8192. Гіпполох
16384. Подалірій
32768. Асклепій

## Джерела

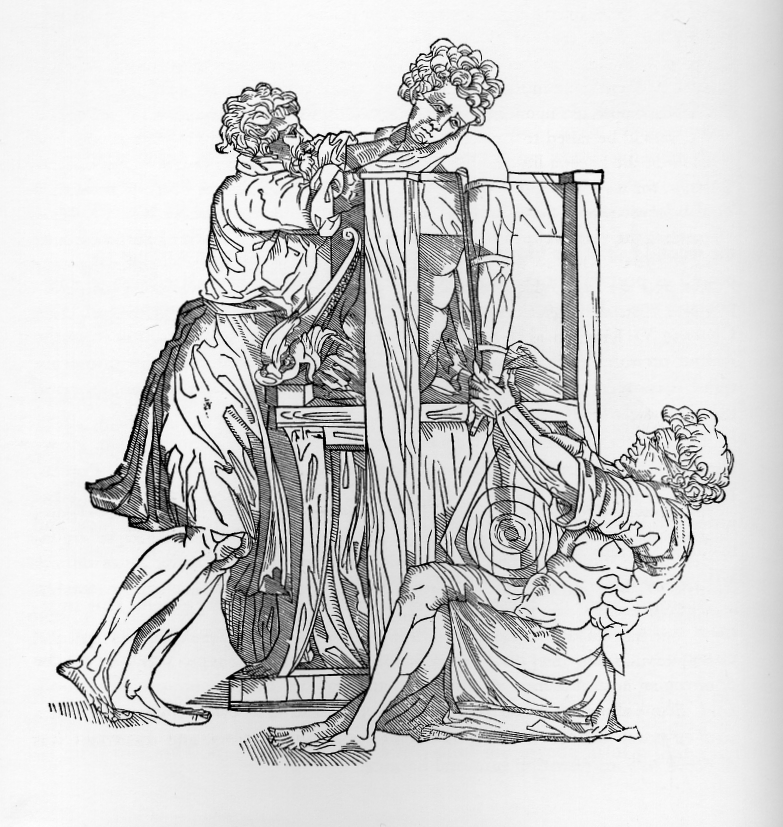
Дереворит вправлення вивиху плеча за допомогою Гіппократового пристрою

## Література

Magni Hippocratis medicorum omnium facile principis, opera omnia quae extant, 1657